# اچ‌ام‌اس پلور (ام۲۶)
اچ‌ام‌اس پلور (ام۲۶) (به انگلیسی: HMS Plover (M26)) یک کشتی بود که طول آن ۱۹۵ فوت (۵۹٫۴ متر) بود. این کشتی در سال ۱۹۳۷ ساخته شد.